# Provincia de Pacajes
La provincia de Pacajes es una de las veinte provincias que conforman el departamento de La Paz en Bolivia. La capital provincial es Coro Coro. La provincia Pacajes tiene una superficie territorial de 10.584 km² y una población de 68.753 habitantes (según el Censo INE 2024).
Está ubicada en una de las regiones más desfavorecidas del país en lo que se refiere a situación alimentaria y disponibilidad de agua, lo que se agrava por lo riguroso del clima (sequía, granizo). La actividad minera en la provincia, especialmente un proyecto de explotación cuprífera a gran escala encarado en 2009, ha impulsado inversiones de infraestructura en la provincia, especialmente en el tema de electrificación rural.

## Historia

### Época preincaica
La historia de la provincia se remonta a tiempos antiguos de la época preincaica. Las primeras personas que habitaron la provincia fueron los aymaras "Paka Jaqis" (que en español significa hombres-águilas). Tiempo después, los conquistadores españoles castellanizarian la palabra a pacajes.
Se presume que este antiguo pueblo aimara apareció por primera vez aproximadamente en el año 1100 después de la caída del gran Imperio Tiahuanacota. Los pacajes fueron uno de los 12 principales reinos aymaras que existieron en la región durante la era preincaica. Los Pacajes decidieron establecer su capital durante esa época en Axawiri (actual Caquiaviri).

### Época incaica
Durante la época incaica, los pacajes se caracterizaron por ser un pueblo guerrero. Inclusive llegaron a enfrentarse en duras batallas contra las tropas del expansivo Imperio Incaico que intentaban someter y conquistar a los diferentes reinos aimaras, con pretensiones de quechuanizar a toda la región del Collasuyo.

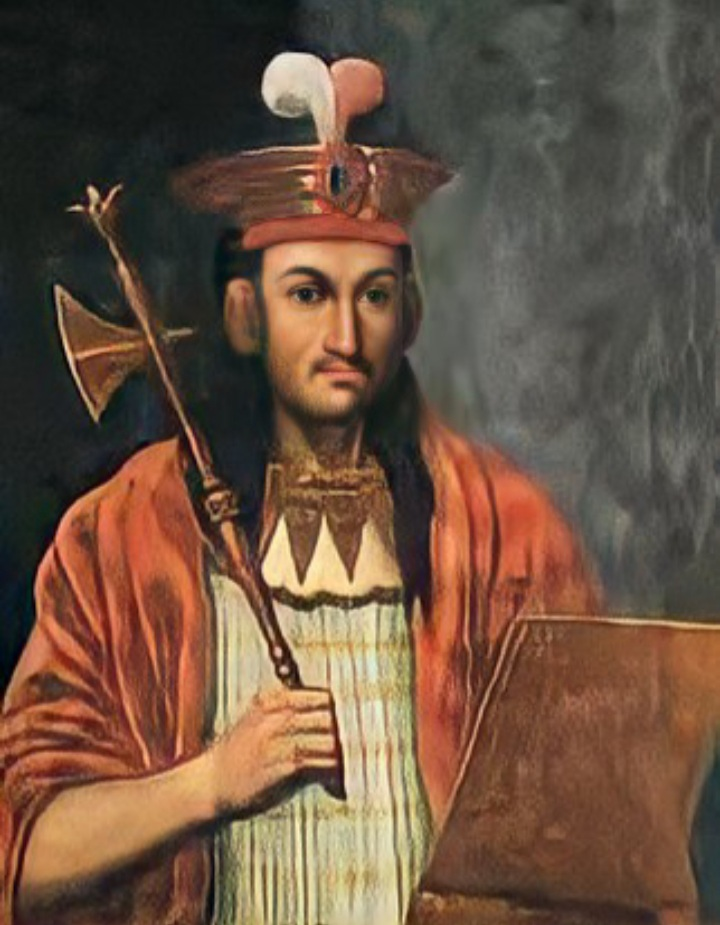
Las tropas quechuas del Inca Túpac Yupanqui lograron vencer a los Pacajes.

En el reinado del inca Mayta Capac, durante su avance por la región del Collasuyo se encontró con una dura resistencia en las tierras de los pacajes. Lo mismo sucedió durante los reinados de los Incas Yáhuar Huácac, Viracocha y Pachacutec. Durante varios años, el pueblo de los pacajes evitaron ser dominados por el Imperio incaico logrando contener durante décadas y décadas a las tropas quechuas, pero al final fueron vencidos durante el reinado del décimo inca Tupac Inca Yupanqui, quién consolidó de esa manera su poderío sobre el territorio del reino Pacajes. Aunque cabe recordar que esto no sería por mucho tiempo, debido a la llegada ya de los conquistadores españoles desde Europa.

### Época colonial

#### Corregimiento de Pacajes (1574-1782)
Durante la época colonial, el año 1574, los españoles impusieron su propia administración y denominaron a la región con el nombre de "Corregimiento de Indios de Pacajes o Berenguela" dependiente en ese entonces del corregimiento de españoles de La Paz, y que éste a la vez dependía del Virreinato del Perú. La región estuvo con este nombre por más de 200 largos años (20 décadas) hasta 1782 cuando su nombre fue nuevamente cambiado.

#### Partido de Pacajes (1782-1826)
Con la creación del Virreinato del Río de la Plata en 1776, cabe mencionar que lo que en esa época era la Real Audiencia de Charcas (actual Bolivia) pasó a formar parte de este nuevo virreinato, separándose de esa manera del virreinato del Perú. Es en ese sentido, que el entonces Corregimiento de indios de Pacajes fue renombrado solamente con el nombre de "Partido de Pacajes", dependiente de la Intendencia de La Paz que también había sido creada en 1782 por el mismo virreinato rioplatense. 
La región pacajeña estaría con este nombre por más de 40 largos años (4 décadas) hasta 1826 cuando luego de la Independencia de Bolivia, su nombre sería nuevamente cambiado ya durante el reordenamiento general que realizó el gobierno del mariscal Antonio José de Sucre. 
Durante esa época, en el año 1801, alrededor de 13 pueblos conformaban el partido de Pacajes, los cuales eran los siguientes:
- Caquiabiri (capital)
- Caquingora
- Callapa
- Curaguara
- Ulloma
- Calacoto
- Santiago de Machaca
- Jesús de Machaca
- San Andrés de Machaca
- Guaqui
- Tiaguanaco
- Viacha
- Hachocalla.

### Época republicana

#### Provincia de Pacajes (1826-1842)
El 6 de agosto de 1825 se declaró la independencia de la República de Bolívar, luego denominada Bolivia, por lo que el territorio de Pacajes pasó a formar parte del nuevo país. Durante la vida republicana, la provincia Pacajes se creó a partir del antiguo partido de Pacajes. Cabe mencionar que la provincia fue una de las primeras 6 provincias históricas con las que fue creado el departamento de La Paz en 1826.
Cabe mencionar que desde 1826 hasta 1842, la capital de la provincia Pacajes se encontraba en Caquiaviri. 
| Primeras provincias históricas y originales con las que se creó el Departamento de La Paz en 1826 | Primeras provincias históricas y originales con las que se creó el Departamento de La Paz en 1826 | Primeras provincias históricas y originales con las que se creó el Departamento de La Paz en 1826 |
| N.º                                                                                               | Provincia                                                                                         | Capital                                                                                           |
| ------------------------------------------------------------------------------------------------- | ------------------------------------------------------------------------------------------------- | ------------------------------------------------------------------------------------------------- |
| 1°                                                                                                | Provincia de Caupolicán                                                                           | Apolobamba                                                                                        |
| 2°                                                                                                | Provincia de Larecaja                                                                             | Sorata                                                                                            |
| 3°                                                                                                | Provincia de Omasuyos                                                                             | Achacachi                                                                                         |
| 4°                                                                                                | Provincia de Pacajes                                                                              | Caquiaviri                                                                                        |
| 5°                                                                                                | Provincia de Sicasica                                                                             | Sica Sica                                                                                         |
| 6°                                                                                                | Provincia de Yungas                                                                               | Chulumani                                                                                         |

#### De provincia Pacajes a provincia Ingavi (1842-1856)
El 18 de noviembre de 1842, en homenaje al primer aniversario de la batalla de Ingavi, el presidente de Bolivia de ese entonces mariscal José Ballivián Segurola decidió cambiar de nombre a la provincia Pacajes y mediante decreto supremo le puso el nombre de provincia Ingavi. A la vez, Ballivián también designó al pueblo de Viacha como la capital de la nueva provincia, en reemplazo de Caquiaviri, la capital original e histórica desde tiempos prehispánicos.
El 29 de enero de 1850, mediante Decreto Supremo, el presidente Manuel Isidoro Belzu declaró a Coro Coro como la nueva capital de la entonces provincia Ingavi (hasta ese entonces ex provincia Pacajes), en reemplazo de Viacha que se encontraba como capital provincial desde 1842.

#### Provincia Pacajes e Ingavi (1856-1880)

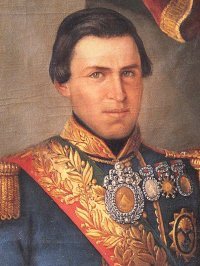
El Presidente de Bolivia Jorge Córdova creó la Provincia Pacajes el 29 de marzo de 1856 mediante decreto supremo con su capital en la población de Coro Coro.

El 29 de marzo de 1856, el presidente Jorge Córdova, decidió por decreto supremo dividir en 2 partes la provincia, denominándola de la siguiente manera: a la primera con el nombre de provincia Ingavi (con capital en la población de Viacha) y a la otra parte la denominó provincia Pacajes (con capital en la población de Coro Coro). Pero cabe mencionar que en vez de convertirse en 2 provincias autónomas, ambas poblaciones siguieron nomás figurando en calidad secciones de una sola provincia única, denominadaPacajes e Ingavi.
El 1 de enero de 1867, el presidente Mariano Melgarejo Valencia creó mediante decreto supremo el departamento de Mejillones, del cual la provincia Pacajes e Ingavi formó parte. El 10 de enero de ese mismo año, el presidente Melgarejo ordenó que la capital de la provincia Pacajes e Ingavi sea trasladada nuevamente a la población de Viacha, en reemplazo de Coro Coro. Cuatro años después, mediante ley del 14 de agosto de 1871 promulgada durante el gobierno del presidente Agustín Morales se declaró la anulación de todos los decretos firmados por Melgarejo, por lo cual la provincia volvió a tener a Coro Coro como su capital z el departamento de Mejillones dejó de existir.

#### De Provincia Pacajes e Ingavi a solo Pacajes (1880-1909)
El 12 de abril de 1880, el presidente Narciso Campero Leyes decidió mediante decreto supremo cambiar de denominación al territorio de la siguiente manera: A partir de ahora (1880) la provincia Pacajes e Ingavi pasó a llamarse solo simplemente provincia Pacajes.

#### Provincia Ingavi se separa definitivamente de Pacajes (1909)

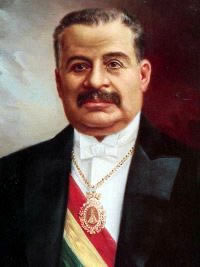
El Presidente de Bolivia Eliodoro Villazón Montaño decide crear la Provincia Ingavi el 16 de diciembre de 1909 mediante ley con su capital en la población de Viacha. Hasta ese año, Ingavi había pertenecido históricamente a la Provincia Pacajes.

Ya a inicios del siglo XX y durante el gobierno del presidente Eliodoro Villazón Montaño se realizó la división definitiva de la provincia mediante ley del 16 de diciembre de 1909. El gobierno de ese entonces decidió separar a varios pueblos históricos de la provincia Pacajes  que hasta ese momento formaban parte de la segunda sección municipal. Es de esa manera, que entre los pueblos que se separaron estaba la Villa de Viacha, así como también los cantones Tiahuanaco, Guaqui, Taraco, San Andrés de Machaca, Jesús de Machaca y el vicecantón Desaguadero, con el objetivo de crear esta vez la "Provincia Ingavi".

#### Creación de la segunda sección municipal Caquiaviri (1959)
Habían transcurrido unos 50 años desde que la antigua segunda sección municipal de la provincia Pacajes se había separado el año 1909 y se convirtiera en provincia Ingavi. Desde ese entonces, Pacajes carecía de una segunda sección, y es debido a eso, que mediante ley del 14 de diciembre de 1959, el primer gobierno del presidente Hernán Siles Suazo decidió crear la segunda sección municipal de la provincia Pacajes con su capital en Caquiaviri. Esta nueva sección municipal estaría compuesta por los cantones Achiri, Vichaya y Nazacara, Comanche, Jiwacuta, Villa Belén y Kasillunka.

#### Creación de la tercera sección municipal Calacoto (1961)
El 20 de octubre de 1961, el segundo gobierno del presidente Víctor Paz Estenssoro creó la tercera sección municipal de la provincia con su capital en Calacoto. Esta nueva sección estaría compuesta por los cantones General Camacho, General Campero, General Pérez, Abaroa, Charaña, Rosario y Calacoto.

#### Creación de la cuarta sección municipal Comanche (1983)
El 2 de marzo de 1983, el segundo gobierno de Hernán Siles Suazo creó mediante ley 534, la cuarta sección municipal de la Provincia Pacajes. Esta nueva sección tendría como capital a Comanche y estaría conformada por los cantones Ballivián, Tuli, Rosaspata y Cantuyo.

#### Creación de la quinta sección municipal Charaña (1986)
El 3 de abril de 1986, mediante ley 822, se creó la quinta sección municipal de la provincia Pacajes con su capital Charaña durante el cuarto gobierno de Víctor Paz Estenssoro. Esta nueva sección municipal comprende los cantones Berenzuela, Eduardo Avaroa, Gral. Pérez y Río Blanco, Ladislao Cabrera y Chiconabi.

#### Provincia José Manuel Pando se separa definitivamente de Pacajes (1986)

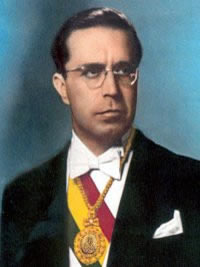
El Presidente de Bolivia Víctor Paz Estenssoro decide promulgar la Ley 849 que crea la Provincia José Manuel Pando el 29 de abril de 1986 con su capital en la población de Santiago de Machaca. Hasta ese año, José Manuel Pando había pertenecido históricamente a la Provincia Pacajes.

El 29 de abril de 1986, el gobierno de Victor Paz Estenssoro, decidió crear la provincia José Manuel Pando, siendo de esa manera separada definitivamente de la Provincia Pacajes a donde históricamente había pertenecido, al igual como ocurrió con la provincia Ingavi el año 1909. Esta nueva provincia estaría compuesta por dos secciones municipales. La primera sección municipal con su capital en Santiago de Machaca y la segunda sección municipal con su capital Catacora. Junto a esta nueva provincia se disgregan también de la Provincia Pacajes los cantones Berenguela, Santiago de Huari, Pojo, General José Ballivían, Bautista Saavedra, Exaltación, Thola Collo y Pairumani Grande.

#### Creación de la sexta sección municipal Waldo Ballivian (1989)
El 21 de febrero de 1989, mediante ley 1087, se creó la sexta sección municipal de la provincia Pacajes Waldo Ballivián con su capital en Tumarapi. Esta nueva sección municipal comprende los cantones Waldo Ballivián, Tumarapi y Tomata.

#### Creación de la séptima sección municipal Nazacara de Pacajes (1994)
El 17 de marzo de 1994, mediante ley 1540, se creó la séptima sección municipal de la provincia Pacajes Nazacara de Pacajes durante el primer gobierno del presidente Gonzalo Sánchez de Lozada.

#### Creación de la octava sección municipal Callapa (1994)
El 26 de abril de 1994, mediante ley 1555, se creó la octava sección municipal de la provincia Pacajes con su capital en Santiago de Callapa durante el primer gobierno del presidente Gonzalo Sánchez de Lozada. Esta nueva sección estaría conformada por los cantones Calteca, San Francisco de Yaribay, Romero Pampa y Villa Puchuni.

## Estructura
La provincia se encuentra dividida en 8 municipios, los cuales son:
| Municipios                       | Capital    | Población (Municipio) | Población (Capital) |
| -------------------------------- | ---------- | --------------------- | ------------------- |
| Municipio de Coro Coro           | Coro Coro  | 10.647                | 1.853               |
| Municipio de Caquiaviri          | Caquiaviri | 14.687                | 497                 |
| Municipio de Calacoto            | Calacoto   | 9.879                 | 337                 |
| Municipio de Comanche            | Comanche   | 3.880                 | 492                 |
| Municipio de Charaña             | Charaña    | 3.246                 | 1.177               |
| Municipio de Waldo Ballivián     | Tumarapi   | 5.069                 | 2.026               |
| Municipio de Nazacara de Pacajes | Nazacara   | 619                   | 382                 |
| Municipio de Callapa             | Callapa    | 7.289                 | 151                 |

## Demografía
De acuerdo con el censo boliviano de 2024, la población de la provincia de Pacajes es de 68 753 habitantes.
Durante los últimos 120 años (1900-2020) la población de la provincia Pacajes se ha visto afectada por la creación de nuevas provincias con base en sus antiguos territorios (Ingavi y General José Manuel Pando). Hasta el año 2020, Pacajes todavía no ha logrado alcanzar la cantidad de población que tenía en el censo de 1900 (77 mil habitantes).
Para el censo de 1950, la población de la provincia Pacajes se había reducido debido a la separación de provincia Ingavi en el año 1909. En el censo de 1976, los datos demostraron que la población había crecido en 10 mil habitantes (17,9 %) con respecto al anterior censo. Pero el censo de 1992, los datos demostraron que la población de Pacajes había vuelto nuevamente a reducirse, esta vez debido a la separación de la provincia José Manuel Pando en el año 1986.
Entre 1992 y 2012, la población de la provincia ha logrado crecer en 12 mil habitantes (27,6 %), logrando de esa manera alcanzar por lo menos la población que ya tenía en el año 1950.
| Año  | Habitantes | Fuente                  | Ref.   |
| ---- | ---------- | ----------------------- | ------ |
| 1900 | 77 889     | Censo boliviano de 1900 | [ 18 ] |
| 1950 | 55 787     | Censo boliviano de 1950 | [ 19 ] |
| 1976 | 65 810     | Censo boliviano de 1976 | [ 19 ] |
| 1992 | 43 351     | Censo boliviano de 1992 | [ 19 ] |
| 2001 | 49 183     | Censo boliviano de 2001 | [ 19 ] |
| 2012 | 55 316     | Censo boliviano de 2012 | [ 19 ] |
| 2024 | 68 753     | Censo boliviano de 2024 | [ 17 ] |

| Gráfica histórica de la evolución demográfica de la Provincia Pacajes (Según los censos de población y Proyección de 2021) |
| --- |
| |

### Población por municipios
El municipio más poblado de la provincia es el Caquiaviri y el menos poblado es el municipio de Nazacara de Pacajes.
El municipio que más ha crecido porcentualmente en población fue el municipio de Nazacara de Pacajes. Su crecimiento hasta 2020 es de 417,7 % (desde 1992). El crecimiento de Nazacara de Pacajes se encuentra por encima del crecimiento promedio de la Provincia, del crecimiento promedio del departamento y del promedio nacional. 
| Población Histórica de los Municipios de la Provincia Pacajes | Población Histórica de los Municipios de la Provincia Pacajes | Población Histórica de los Municipios de la Provincia Pacajes | Población Histórica de los Municipios de la Provincia Pacajes | Población Histórica de los Municipios de la Provincia Pacajes | Población Histórica de los Municipios de la Provincia Pacajes |
| Municipio                                                     | CENSO 1992                                                    | CENSO 2001                                                    | CENSO 2012                                                    | Estimación 2022                                               | Crecimiento (1992-2012)                                       |
| ------------------------------------------------------------- | ------------------------------------------------------------- | ------------------------------------------------------------- | ------------------------------------------------------------- | ------------------------------------------------------------- | ------------------------------------------------------------- |
| Municipio de Caquiaviri                                       | 10 207                                                        | 11 901                                                        | 14 687                                                        | 10 772                                                        | 5,5 %                                                         |
| Municipio de Coro Coro                                        | 10 490                                                        | 11 813                                                        | 10 647                                                        | 9 481                                                         | - 9,4 %                                                       |
| Municipio de Calacoto                                         | 7 330                                                         | 8 818                                                         | 9 879                                                         | 7 904                                                         | 7,8 %                                                         |
| Municipio de Callapa                                          | 7 184                                                         | 8 099                                                         | 7 289                                                         | 6 610                                                         | - 3,4 %                                                       |
| Municipio de Comanche                                         | 4 196                                                         | 3 862                                                         | 3 880                                                         | 5 413                                                         | 29,0 %                                                        |
| Municipio de Charaña                                          | 2 473                                                         | 2 766                                                         | 3 246                                                         | 4 735                                                         | 91,4 %                                                        |
| Municipio de Waldo Ballivián                                  | 1 336                                                         | 1 657                                                         | 5 069                                                         | 3 007                                                         | 125 %                                                         |
| Municipio de Nazacara de Pacajes                              | 135                                                           | 267                                                           | 619                                                           | 616                                                           | 356 %                                                         |
| Total Provincia Pacajes                                       | 43 351                                                        | 49 183                                                        | 55 316                                                        | 48 538                                                        | 11,9 %                                                        |
| Departamento de La Paz                                        | 1 900 786                                                     | 2 350 466                                                     | 2 719 344                                                     | 3 051 947                                                     | 60,5 %                                                        |
| Bolivia                                                       | 6 420 792                                                     | 8 274 325                                                     | 10 059 856                                                    | 12 006 031                                                    | 86,9 %                                                        |

## Economía

### Agricultura
La provincia produce papa, papa, cañahua, cebada trigo y quinua.

### Ganadería
En la provincia también se cría diferentes clases de animales ya sea para consumo humano o para su  comercialización, entre ellos ovejas, llama, alpaca, venado, etc.

### Minería
En la provincia existe también el rubro de la minería. Se explotan los diferentes recursos mineros, entre ellos el oro, cobre, piedra caliza y yeso (estuco).

### Turismo

#### Arqueológico
En la provincia Pacajes existen varios Chullpares (estructuras funerarias) que datan de entre los años 1100 y 1400 de la época de los Reinos Aymaras, además de algunos. Las chullpas pertenecen al antiguo pueblo de los pacajes (o pakalaqis), las cuales se encuentran en ubicadas en los municipios de Caquiaviri, Waldo Ballivian y Calacoto.

#### Templos coloniales
También en el antiguo territorio de los pakajaqis se encuentran templos coloniales de gran valor cultural, en los municipios de Caquiaviri y Santiago de Callapa.

#### Sitios naturales
La provincia cuenta con importantes sitios naturales. entre ellos se encuentra la ciudad de piedra que abarca los municipios de Calacoto, Waldo Ballivian y Charaña. En otros de los fenomenómenos naturales se encuentra también la Puya Raimondii ubicado en el municipio de Comanche y el Condor Jipiña en el municipio de Coro Coro.